# Bannock (comida)

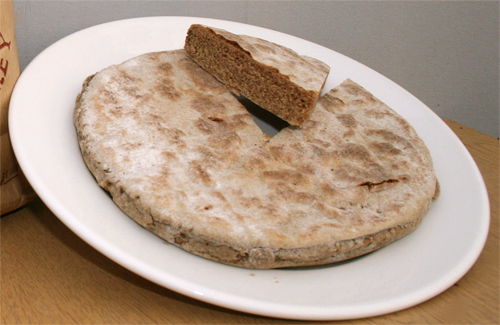
Bannock tradicional de bere, tal como se elabora en Orkney (Escocia). La cuña separada es un scone.

Se llama bannock a una gran variedad de panes rápidos planos también pudiendo aplicarse a cualquier producto grande y redondo de grano horneado o cocinado.
Cuando un bannock redondo se corta en cuñas, éstas se llaman a menudo scones (si bien en Escocia, las palabras bannock y scone son con frecuencia intercambiables).

## Gran Bretaña
Bannock es una palabra anglosajona de origen celta. El Oxford English Dictionary afirma que el término procede de panicium, una palabra latina para los productos horneados, o de panis, ‘pan’. Su primer uso citado fue en el 1000, y su primera definición citada en 1562. Su uso histórico fue principalmente en Irlanda, Escocia y Norte de Inglaterra. El poeta escocés Robert Burns menciona el bannock en su Epístola a James Tennant de Glenconner, en referencia a Alexander Tennant.
Los bannocks originales eran pasteles planos pesados de masa de centeno o avena sin levadura con forma redonda u oval, que se cocinaba sobre una plancha (girdle en escocés). En el norte de Escocia, antes del siglo XIX, los bannocks se cocinaban en un stane (‘piedra’ en escocés), un trozo de arenisca grande, plano y redondo, puesto directamente sobre el fuego. La mayoría de bannocks modernos se hacen con levadura química o bicarbonato de sodio como gasificante, lo que les da una textura ligera y suave.
Las variedades de bannock pueden llamarse o diferenciarse según diversas características: la harina o grano molido que se usa, si se emplea levadura o no, si tienen ciertos ingredientes especiales, cómo se hornean o cocinan, y los nombres de rituales o fiestas en las que se emplean. Históricamente, se usaban bannocks hechos especialmente para rituales que marcaban los cambios de estaciones gaélicas: bannock de santa Brígida para primavera (1 de febrero), bannock de Béaltaine para verano (1 de mayo), bannock de Lughnasadh o Lammas para la cosecha de otoño (1 de agosto) y bannock Samhain para invierno (final de octubre). Otros bannocks especiales escoceses y gaélicos son el de bere, el nupcial, el de hígado de bacalao, el cryin', el fallaid, el pífano, el de Hogmanay (fin de año), el de Marymas, el mashlum, el de Michaelmas (fiesta de san Miguel), el campesino, el de Pitcaithly, el salado, el sautie, el de argentina, el de san Columba, el de dentición, el de Yetholm y el de Yule.
Un bannock escocés famoso es el de Selkirk, una variedad esponjosa con mantequilla, comparado a veces con un pastel de fruta, que se hace con harina de trigo y contiene una gran cantidad de pasas. El primer fabricante conocido de esta variedad fue un panadero llamado Robbie Douglas, que abrió su tienda en Selkirk en 1859. Cuando la reina Victoria visitó a la nieta de sir Walter Scott en Abbotsford, se dice que tomó su té con un trozo de bannock de Selkirk, asegurando que su reputación brillase para siempre. Actualmente los bannocks de Selkirk son populares en todo el Reino Unido y pueden encontrarse en la mayoría de grandes supermercados.

## Indígenas norteamericanos

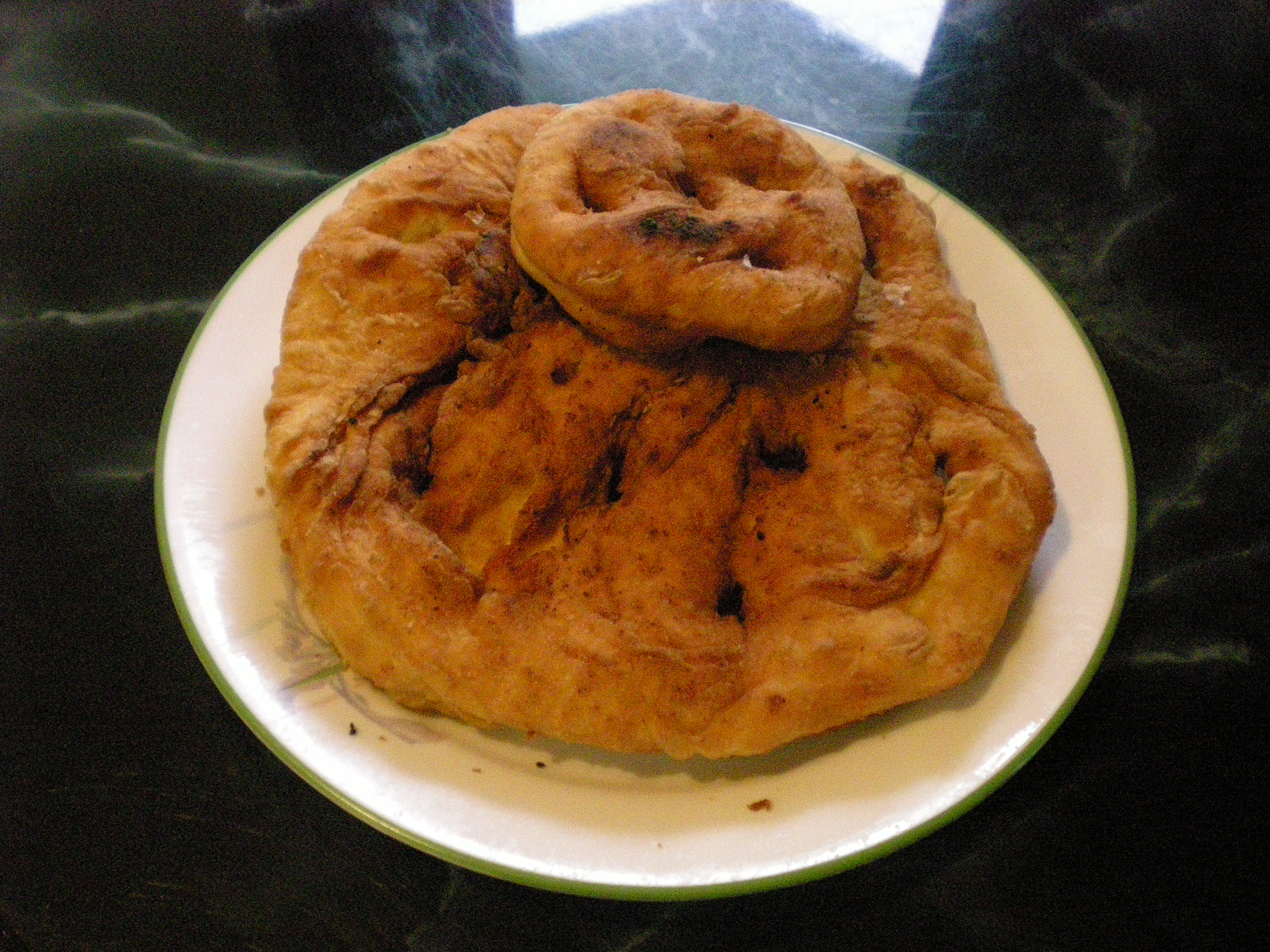
Bannock inuit.

El bannock, también conocido como frybread (‘pan frito’) o pan indio, se encuentra en toda la gastronomía nativa norteamericana, incluyendo la de los inuit de Canadá y Alaska, los nativos de Alaska, las Naciones Originarias del resto de Canadá, los nativos estadounidenses y los Métis.
Los nativos norteamericanos preparan el bannock con harina de trigo blanca o integral, levadura y agua, que se mezclan y amasan (posiblemente con especias, frutos secos u otros condimentos añadidos), friéndolo en grasa animal, aceite vegetal o grasa vegetal, cociéndolo en un horno o cocinándolo en un palo.
Un tipo de bannock, empleando recursos disponibles, como harina hecha de raíces, savia de árbol y levadura, puede haber sido producido por los indígenas norteamericanos antes del contacto con los extranjeros. Algunas fuentes señalan que el bannock era desconocido en Norteamérica hasta el siglo XIX, cuando fue creado por los navajos que estaban encarcelados en Fort Sumner, mientras otras señalan que procede de Escocia.

## Tíbet
El balep korkun es un bannock tibetano hecho con harina de centeno y cocinado en sartén.